# Yemenia
Yemenia (in arabo: اليمنية) è la compagnia aerea di bandiera dello Yemen, con sede a Sana'a. Opera voli passeggeri di linea nazionali e internazionali verso destinazioni in Africa e Medio Oriente, così come in Asia ed Europa dai suoi hub all'aeroporto Internazionale di Sana'a e, in misura minore, all'aeroporto Internazionale di Aden.

## Storia

### Nei primi anni
Yemenia fa risalire le sue origini alla Yemen Airlines, una compagnia fondata nella seconda metà degli anni Quaranta e di proprietà di Ahmad bin Yahya, allora re dello Yemen. Quando nel 1962 fu proclamata la Repubblica Araba dello Yemen, Yemen Airlines ottenne una nuova licenza aerea il 4 agosto dello stesso anno (che rimane valida tuttora), diventando così la compagnia di bandiera del Paese, con sede presso il Ministero delle comunicazioni a Sana'a. Nel 1967, la compagnia aerea entrò in una cooperazione con la United Arab Airlines, che durò fino al 1972. Durante quel periodo, era conosciuta come Yemen Arab Airlines.
Nel settembre 1972 e in seguito alla nazionalizzazione, la Yemen Airlines fu riorganizzata e ribattezzata Yemen Airways Corporation (YAC). Nel marzo 1975 la YAC aveva 60 dipendenti; la flotta della compagnia era composta da quattro DC-6B e quattro DC-3 che servivano destinazioni nazionali e una rete internazionale che includeva Asmara, Cairo, Gibuti, Dhahran, Jeddah e Kuwait. In leasing da World Airways, YAC operò un paio di Boeing 737-200 per due anni e mezzo fino a quando il vettore ne ordinò uno a metà del 1976. All'inizio del 1977, una nuova compagnia aerea fu istituita congiuntamente dai governi della Repubblica araba dello Yemen e dell'Arabia Saudita, con entrambi i paesi che detenevano rispettivamente il 51% e il 49% delle azioni, e il nome Yemen Airways fu adottato il 1º luglio 1978. Nell'aprile 1978, fu firmato con British Midland Airways (BMA) un contratto di due anni per la fornitura di due Boeing 707-320C che includeva la fornitura di equipaggi e supporto tecnico. Nel luglio 1979, il vettore firmò un accordo triennale con Pan Am per la fornitura di manutenzione tecnica e formazione personale. Furono ordinati due de Havilland Canada Dash 7. L'annullamento unilaterale del contratto firmato con BMA dalla Yemen Airways portò il vettore britannico a presentare un reclamo contro la compagnia aerea yemenita, che portò al sequestro di uno dei suoi Boeing 727-200.
Nel luglio 1980, i dipendenti erano 750 e la presidenza era detenuta da Shaif M. Saeed. A questo punto, cinque Boeing 727-200, due Boeing 737-200, un Douglas DC-6A e tre DC-3 costituivano la flotta della compagnia aerea. Servizi passeggeri di linea nazionali collegavano Sana'a con Baydhan, Hodeida, Mareb e Taiz; Abu Dhabi, Atene, Il Cairo, Damasco, Dhahran, Dubai, Jeddah, Karachi, Kuwait, Mascate, Roma e Sharja facevano parte della rete internazionale. Venivano inoltre effettuati servizi di trasporto merci. I due Dash 7 entrarono nella flotta nel marzo 1985, dove c'erano già cinque Boeing 727-200 e un Boeing 737-200. La compagnia aerea ampliò la sua rete di rotte per includere Amsterdam, Bombay, Francoforte, Larnaca e Londra-Gatwick. Il numero di dipendenti era cresciuto fino a 1.100.
Quando lo Yemen del Sud si unì alla Repubblica araba dello Yemen per formare lo Yemen di oggi nel 1990, vennero fatti piani per formare un'unica compagnia aerea nazionale fondendo l'Alyemda dello Yemen meridionale nella Yemenia. Per raggiungere questo obiettivo, le azioni detenute dai sauditi vennero ricomprate dal governo dello Yemen nel 1992. La fusione avvenne nel 1996. Yemenia acquisì un Airbus A310 nel 1995 e altri due A310-200 a noleggio; seguì l'introduzione dell'Airbus A310-300 nel marzo 1997.

### Sviluppo negli anni 2000
Nel marzo 2000, la presidenza era detenuta da Hassan Sohbi e il numero dei dipendenti era 4.017. La flotta operata in quel momento era costituita da tre Airbus A310-300, due Antonov An-26, cinque Boeing 727-200 Advanced, un Boeing 737-200 Advanced, un Boeing 737-200C, quattro Dash 7, due DHC-6 300 e due Lockheed C130H Hercules. L'elenco delle destinazioni nazionali servite in questo momento erano Aden, Al Ghaydah, Ataq, Hodeidah, Riyan Mukalla, Sanaa, Seiyun, Socotra e Taiz, mentre Abu Dhabi, Addis Abeba, Amman, Asmara, Bahrain, Beirut, Il Cairo, Damasco, Dar es Salaam, Gibuti, Doha, Dubai, Francoforte, Jeddah, Johannesburg, Karachi, Khartoum, Londra, Moroni, Mumbai, Nairobi, Parigi, Riyadh, Roma e Sharjah costituivano la rete internazionale. Su leasing da International Lease Finance Corporation (ILFC), il primo Boeing 737-800 entrò a far parte della flotta nel maggio 2002. Il primo Airbus A330-200 entrò a far parte della flotta nel 2004 in leasing da ILFC.
Dal 2008, una serie di sanzioni a causa dei bassi standard di sicurezza da parte dell'Unione europea vennero intraprese contro lo Yemenia. Nel luglio 2009, la Francia sospese i certificati di aeronavigabilità di due Airbus A310 registrati nel paese. I servizi europei per Francoforte vennero rilanciati nel dicembre 2009. Da allora, vengono effettuate ispezioni sistematiche degli aeromobili di Yemenia parcheggiati negli aeroporti dell'UE, al fine di valutare e verificare gli standard di sicurezza. Il 20 gennaio 2010, l'allora primo ministro britannico Gordon Brown annunciò che, a causa dei timori di attività terroristiche nello Yemen, i voli tra il Regno Unito e il paese sarebbero stati sospesi, fino a quando la situazione non sarebbe migliorata.

### Dal 2015 in poi
Nel marzo 2015, lo Yemenia è stata costretto a sospendere tutte le operazioni di volo a causa sia di un conflitto militare che aveva l'aeroporto Internazionale di Sanaʽa come bersaglio di incursioni aeree sia delle restrizioni sullo spazio aereo yemenita. Nell'agosto 2015, Yemen ia ha ripristinato i voli per l'aeroporto Internazionale di Aden, con il primo volo proveniente dall'Arabia Saudita. Il blocco è stato ripristinato il 21 febbraio 2016 e revocato poi il 14 novembre 2017, quando il primo volo commerciale è atterrato all'aeroporto Internazionale di Aden. I voli sono stati nuovamente cancellati, questa volta per meno di una settimana, riprendendo il 1º febbraio 2018. Secondo il quotidiano The National, nel novembre 2018 Yemenia ha annunciato che avrebbe cercato di riprendere i voli dall'aeroporto Internazionale di Aden a Dubai, Abu Dhabi, Muscat e Salalah nel Golfo Persico e Asmara, Moroni e Gibuti in Africa, oltre al leasing più aerei. Tuttavia, non ci sono state aggiunte alle destinazioni delle compagnie aeree (Il Cairo, Amman, Jeddah, Khartum e Mumbai).
Nel maggio 2020, durante la pandemia di COVID-19 in Yemen, Yemenia ha operato voli di rimpatrio da Egitto, Giordania e India. Grazie a questi voli, la compagnia aerea ha ricevuto 1,15 milioni di dollari. A giugno, il presidente Ahmed Masood Alwani ha annunciato che i due Airbus A310 della compagnia aerea sarebbero stati gradualmente dismessi.
Il 16 maggio 2022, Yemenia ha ripreso le operazioni commerciali dall'aeroporto Internazionale di Sana'a dopo sei anni, il suo ex hub principale. Il primo volo ha trasportato 151 passeggeri verso la capitale giordana Amman.

## Destinazioni
Al 2021, Yemenia opera voli di linea verso destinazioni in:
- Arabia Saudita
- Bahrein
- Bangladesh
- Cina
- Comore
- Egitto
- Emirati Arabi Uniti
- Eritrea
- Etiopia
- Francia
- Germania
- Gibuti
- Giordania
- India
- Indonesia
- Italia
- Kenya
- Kuwait
- Libano
- Malaysia
- Paesi Bassi
- Pakistan
- Qatar
- Regno Unito
- Russia
- Serbia
- Siria
- Spagna
- Sudafrica
- Sudan
- Yemen

## Flotta

### Flotta attuale
A maggio 2025 la flotta di Yemenia è così composta:

### Flotta storica
Yemenia operava in precedenza con i seguenti aeromobili:

## Incidenti
- Il 26 giugno 2000, un Boeing 737-200 operante un volo cargo verso Khartum, uscì di pista durante l'atterraggio. Non ci furono vittime ma l'aereo venne demolito.[34]
- Il 1º agosto 2001, un Boeing 727 con 111 persone a bordo uscì di pista durante l'atterraggio ad Asmara, in Eritrea. Non ci furono vittime ma l'aereo venne demolito.[35]
- Il 23 giugno 2007, un De Havilland Canada DHC-6 Twin Otter venne colpito da proiettili sparati da una guardia dopo l'atterraggio dell'aereo su una pista vicino a un giacimento petrolifero. Un occupante perse la vita.[36]
- Il 30 giugno 2009, il volo Yemenia 626, un Airbus A310 operante un volo da Sana'a alle Comore, subì uno stallo aerodinamico durante l'avvicinamento alla destinazione. Con nessuna possibilità per i piloti di recuperare l'aereo, questo si schiantò in mare non lontano dall'aeroporto. Le vittime furono 152; solo una persona sopravvisse.[37]